# Kloster Buch
Das Kloster Buch ist ein ehemaliges sächsisches Zisterzienserkloster, das als Kloster „St. Marien“ im 12. Jahrhundert gegründet wurde und heute im Ortsteil Klosterbuch der Stadt Leisnig liegt. Nach der Reformation wurde es mit seinen Ländereien zu einem rein landwirtschaftlichen Betrieb. Heute wird unter der Führung des Fördervereins Kloster Buch e. V. die Klosteranlage ihren historischen Wurzeln getreu erhalten und restauriert sowie den Besuchern zugänglich gemacht.

## Lage
Kloster Buch liegt in der Nähe von Leisnig im Landkreis Mittelsachsen an einem Flussknie der Freiberger Mulde. Es gehört zum Leisniger Ortsteil Klosterbuch und ist in östlicher Richtung etwa 4 km vom Stadtzentrum Leisnigs entfernt. Der Fluss schuf im Bereich des Klosters eine etwa 800 m breite Talaue, die landwirtschaftlich genutzt wird und an ihren Hängen von Wäldern gesäumt ist. Zwischen Klosterareal und dem gegenüberliegenden felsigen Steilufer fließt die Mulde.

## Geschichte

Kloster Buch um 1840

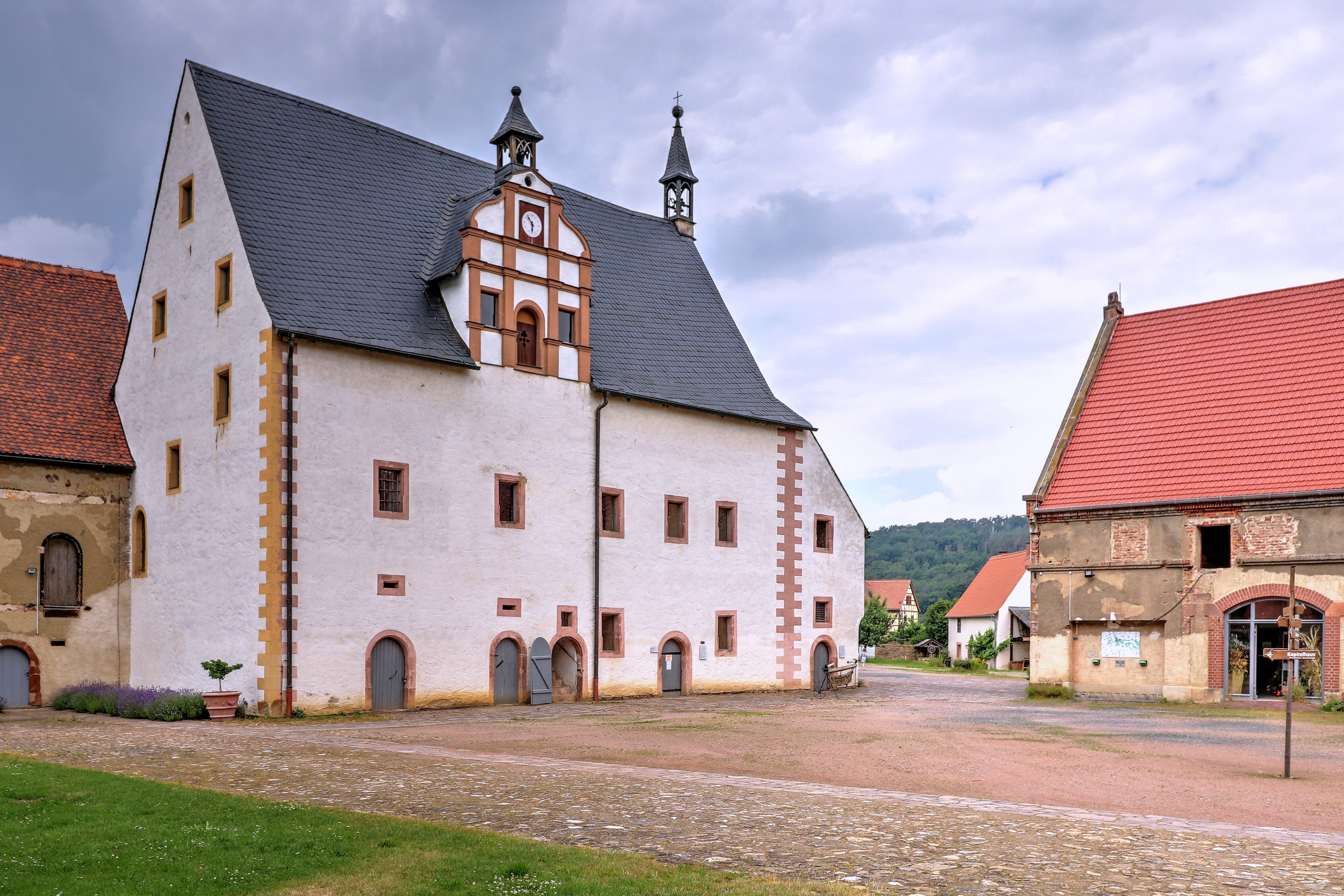
Der Kirchenbau von der Hofseite

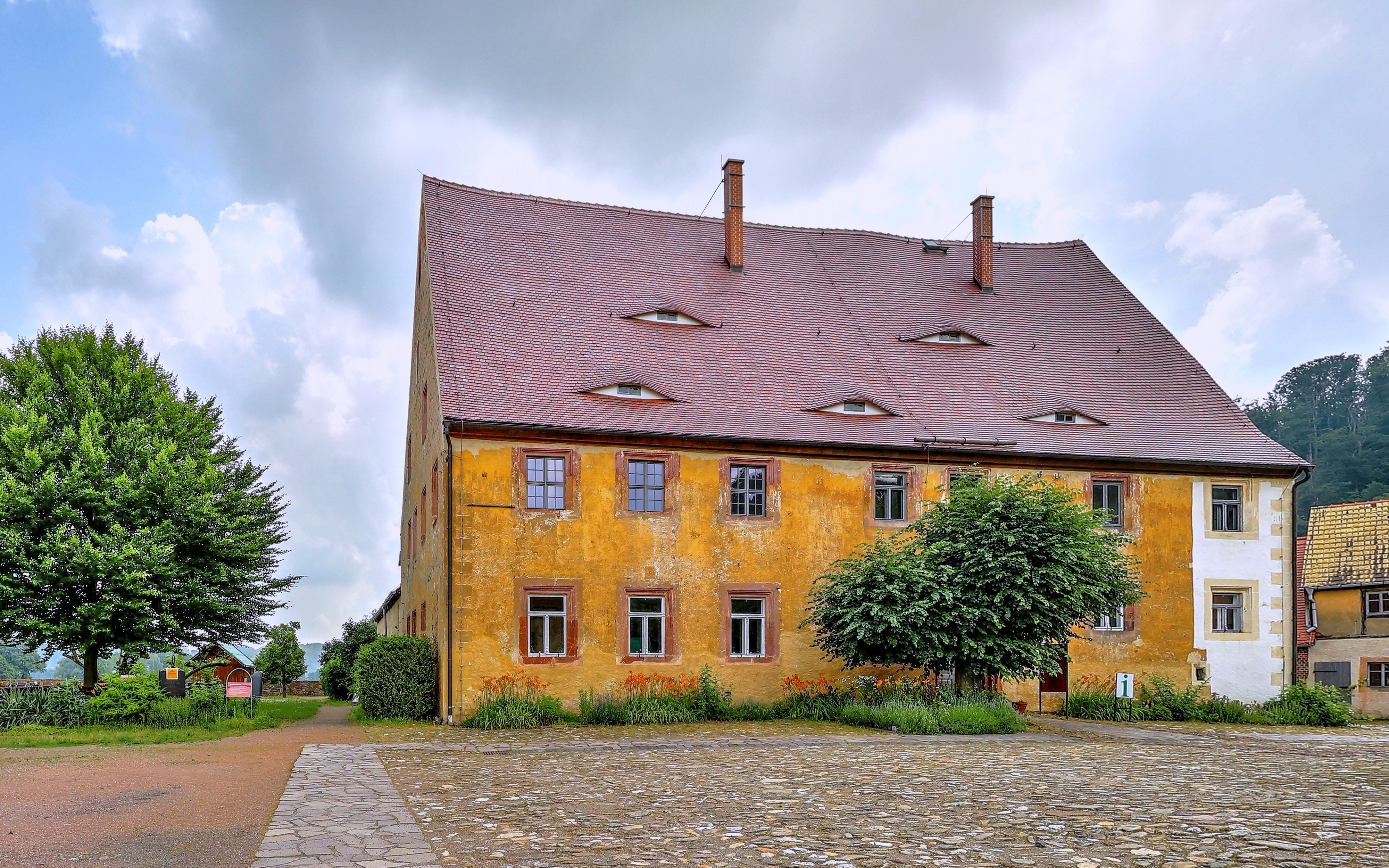
Das Abthaus

### Von der Gründung bis zur Reformation
Eine Gründungsurkunde für Kloster Buch ist nicht überliefert. Anlässlich der Zusicherung einer Übertragung des Kirchspiels Leisnig an das Kloster wird es in einer Urkunde Kaiser Heinrichs VI. 1192 erstmals erwähnt. Nach der Zisterziensertradition hatte Abt Hildebert mit zwölf Mönchen und zwölf Konversen aus dem Zisterzienserkloster Sittichenbach bei Eisleben am 10. August 1192 Sittichenbach verlassen und war am 17. August desselben Jahres in Buch eingezogen. Damit ist Buch Tochterkloster von Sittichenbach.
Kloster Buch lag im Herrschaftsbereich der Burggrafen von Leisnig, die auf der nur wenige Kilometer entfernten Burg Mildenstein in Leisnig ihren Sitz hatten. Die Initiative zur Gründung des Klosters ging von Burggraf Heinrich III. aus. Kloster Buch wurde daher nicht, wie es idealerweise bei einem Zisterzienserkloster der Fall sein sollte, in unbesiedelter Gegend gegründet.
Das Kloster war großzügig geplant. Heute zeugt noch das 70 m lange Kapitelhaus davon, dass man mit einem großen Konvent rechnete. Wie viele Mönche und Konversen tatsächlich im Kloster lebten, entzieht sich heutiger Kenntnis. Immerhin ist bekannt, dass zumindest im Spätmittelalter die Mönche meist bürgerlicher Herkunft waren und aus der Umgebung stammten. Halle (Saale) ist die am weitesten entfernte Stadt, die als Herkunftsort eines Mönchs belegt ist.
Im Laufe der Zeit erhielt das Kloster zu dem vom Burggrafen von Leisnig stammenden Gründungsgut weitere Schenkungen. Schließlich verfügte es über Besitz in 52 Dörfern. Grangien (Wirtschaftshöfe) bestanden in Paudritzsch, Altenhof, Beiersdorf, Poselitz, Tautendorf (mit Schäferei) sowie in Ammelgoßwitz bei Belgern und Unterlödla bei Altenburg, zeitweilig auch an weiteren Orten.
Ab 1309 gehörte dem Kloster die Stadt Belgern einschließlich der Elbfähre. Auch in Oschatz und Leipzig besaß das Kloster Höfe. Dieser Besitz kann als Indiz für eine Beteiligung der Mönche am spätmittelalterlichen Handel gelten.
Die Markgrafen von Meißen hatten das Kloster wiederholt mit Schenkungen bedacht bzw. Schenkungen ihrer Ministerialen dem Kloster übertragen. Nach einem Streit der Burggrafen von Leisnig mit dem Kloster im Jahre 1365 zwangen die Markgrafen die Burggrafen von Leisnig zum Verkauf der Burggrafschaft, die in die Markgrafschaft als castrum eingegliedert wurde. Im Jahre 1433, also kurz vor der Erfindung des Buchdrucks, entstand im Kloster Buch noch einmal eine handschriftliche Bibel.
1441 erhielt der Abt von Buch Vorrechte, die gewöhnlich Bischöfen vorbehalten waren: Er durfte Gegenstände, die für den gottesdienstlichen Gebrauch bestimmt waren, selbst weihen und erhielt das Recht, beim Hochamt die Mitra und den bischöflichen Ring zu tragen. Im gleichen Jahr wurde dem Kloster vom Basler Konzil ein Wappen verliehen. Es zeigt das Lamm Gottes mit der Kreuzfahne, das Symbol des Sieges über den Tod in der Auferstehung. Drei Rosenblüten symbolisieren Maria, die Schutzpatronin aller Zisterzienserklöster.
In der dem Kloster gehörenden Stadt Belgern entstand 1486 eine Ordensschule der Zisterzienser. Hier wurden junge Mönche auf das Studium vorbereitet, insbesondere auf den Besuch des zisterziensischen Studienkollegs an der Universität Leipzig.

### Nach der Reformation
Als Abt Antonius Dytz am 20. Dezember 1525 starb, wurde das Kloster im Zuge der Reformation aufgelöst. Im benachbarten Leisnig hatte sich zu dieser Zeit die lutherische Lehre bereits durchgesetzt. Kurfürst Johann der Beständige ließ die anstehende Abtswahl durch zwei seiner Amtleute verhindern und unterstellte die Verwaltung der Klostergüter seinem Beauftragten Kaspar Kitzscher. Die noch im Kloster lebenden Mönche erhielten nach ihrem Rang Teile des Klostergutes für ihren Lebensunterhalt bzw. Geld für ein Handwerk. Sie konnten auch im Kloster bleiben.
Die Güter des Klosters wurden zunächst durch Beauftragte des Amtmanns von Leisnig verwaltet. Ab 1532 übernahmen die Landstände die Verwaltung aller sequestrierten Klostergüter. Entfernter Besitz ging verloren. Schrittweise erfolgte auch ein Verkauf (Poselitz 1534, Paudritzsch 1545). 1548 wurde der Besitz dem Klosteramt Buch zugeordnet und ein Amtserbbuch erstellt. Ab 1556 erfolgte die Verwaltung durch kurfürstliche Räte. 1567 wurde schließlich das Klostergut an Johann von Zeschau als erbliches Lehen ausgegeben und erlangte den Status eines Ritterguts. Durch diese Familie ist das Abtshaus umgebaut und wohl um 1600 aus den Ruinen des Chores der Klosterkirche die Gutskirche errichtet worden. Durch den Dreißigjährigen Krieg war das Gut dann so beschädigt, dass es versteigert werden musste. Ersteigert wurde es durch die Fürstenschule Grimma, in deren Besitz es als Landesschulgut blieb. 1678 wurde die Kapelle nach entsprechender Renovierung erneut geweiht. Bis 1836 verwaltete die Landesschule Grimma das verbliebene Klostergut (einschließlich der Gerichtsrechte), dann wurde es sächsische Staatsdomäne. Den Betrieb in Buch hielten Pächter aufrecht.
Nach 1945 wurde das Gut im Zuge der Bodenreform zunächst in eines von sieben Parteigütern der SED und 1955 in ein Volkseigenes Gut umgewandelt. Nachfolgebetrieb dieses Volksgutes „August Bebel“ war nach 1990 eine Gesellschaft bürgerlichen Rechts, die jedoch die landwirtschaftliche Nutzung der Klosteranlage 1994 aufgab.

### Kloster Buch heute
Ab 1992 erfolgten unter Regie der Stadt Leisnig und des Geschichts- und Heimatvereins Leisnig erste Sicherungs- und Restaurierungsarbeiten. An den Wochenenden fanden Führungen durch die alte Anlage statt. Im Jahr 2000 gelangte die Klosteranlage in das Eigentum des Fördervereins Kloster Buch e. V. Damit begann die Umgestaltung in ein kulturhistorisches Zentrum.
Die Hochwasserereignisse der Mulde im August 2002 richteten an der Klosteranlage gewaltige Schäden an, die bis 2008 vollständig behoben werden konnten.
Heute finden im Kloster Ausstellungen, Veranstaltungen und Führungen statt. Besuchermagnete sind die monatlichen Bauernmärkte sowie das Kloster- und Erntedankfest im September. Jährlich kommen zehntausende Besucher in das Kloster.

## Die Bauten
Von den mittelalterlichen Klostergebäuden haben sich bis heute die Ostteile der Kirche, das Kapitelhaus, die Infirmerie, das Abthaus und mehrere Nebengebäude erhalten.
Von der mittelalterlichen dreischiffigen Pfeilerbasilika mit Querschiff existiert heute nur noch eine Außenwand des Langhauses, der Chor und drei Seitenkapellen. Im Chor errichtete man 1678 unter Verwendung mittelalterlicher Bauteile (Säulen, Gewölbe, Fenster) aus der Kirche und der Klausur eine kleinere evangelische Kirche (Gutskirche benannt), allerdings nun mit dem Altar nach Westen und vom jetzigen Klosterhof aus nicht als Kirche zu erkennen.

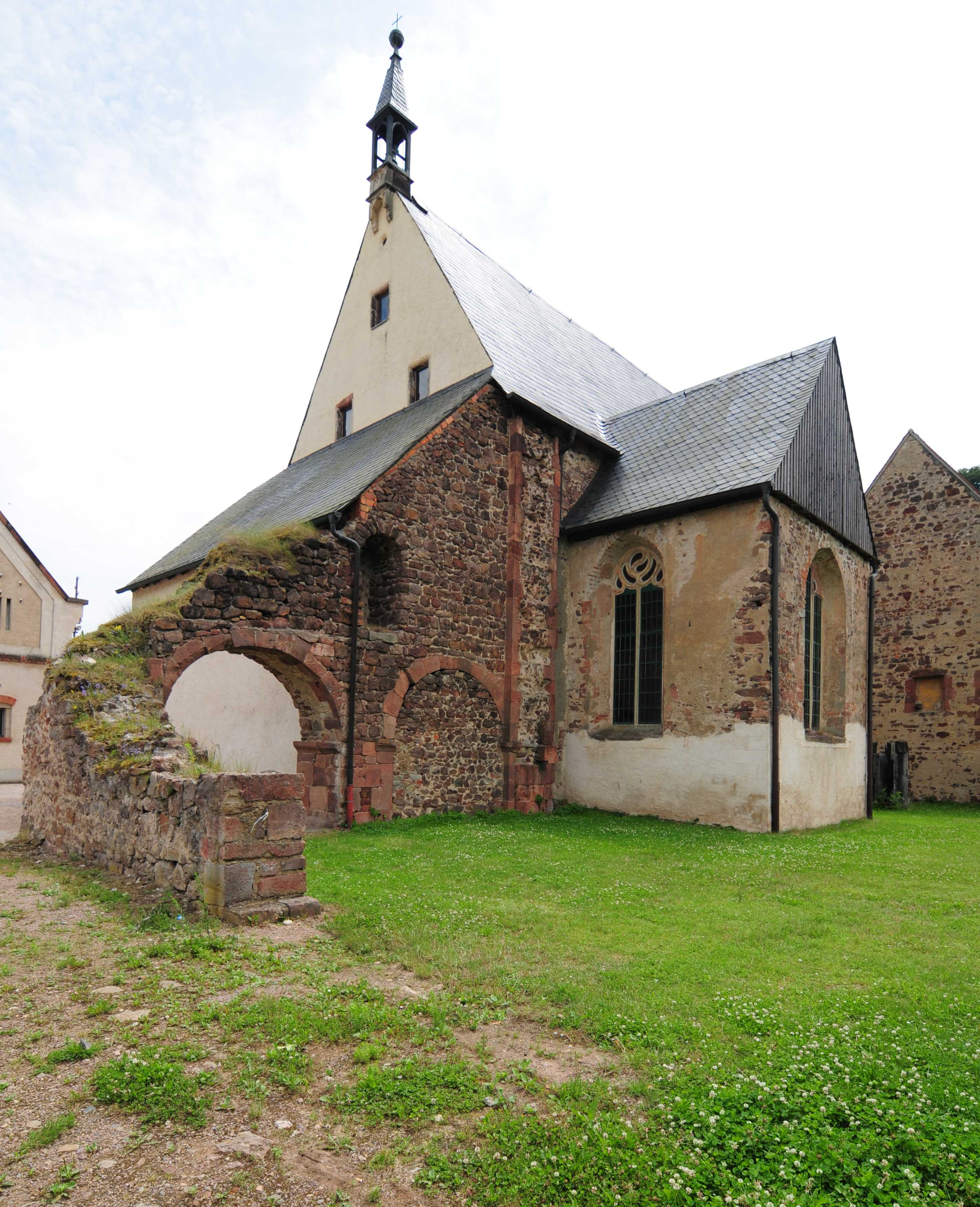
Die Gutskapelle (Chor der mittelalterlichen Kirche)
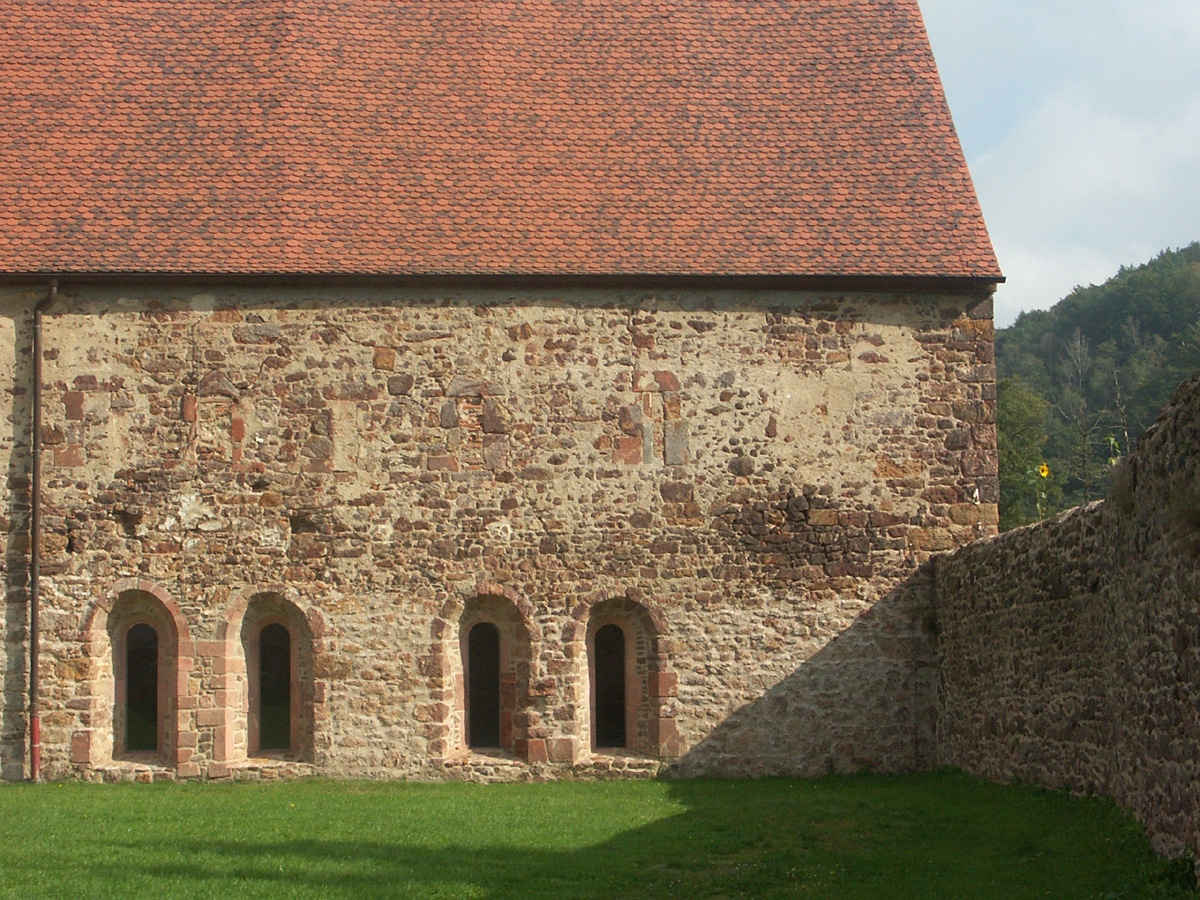
Das Südende des Kapitelhauses
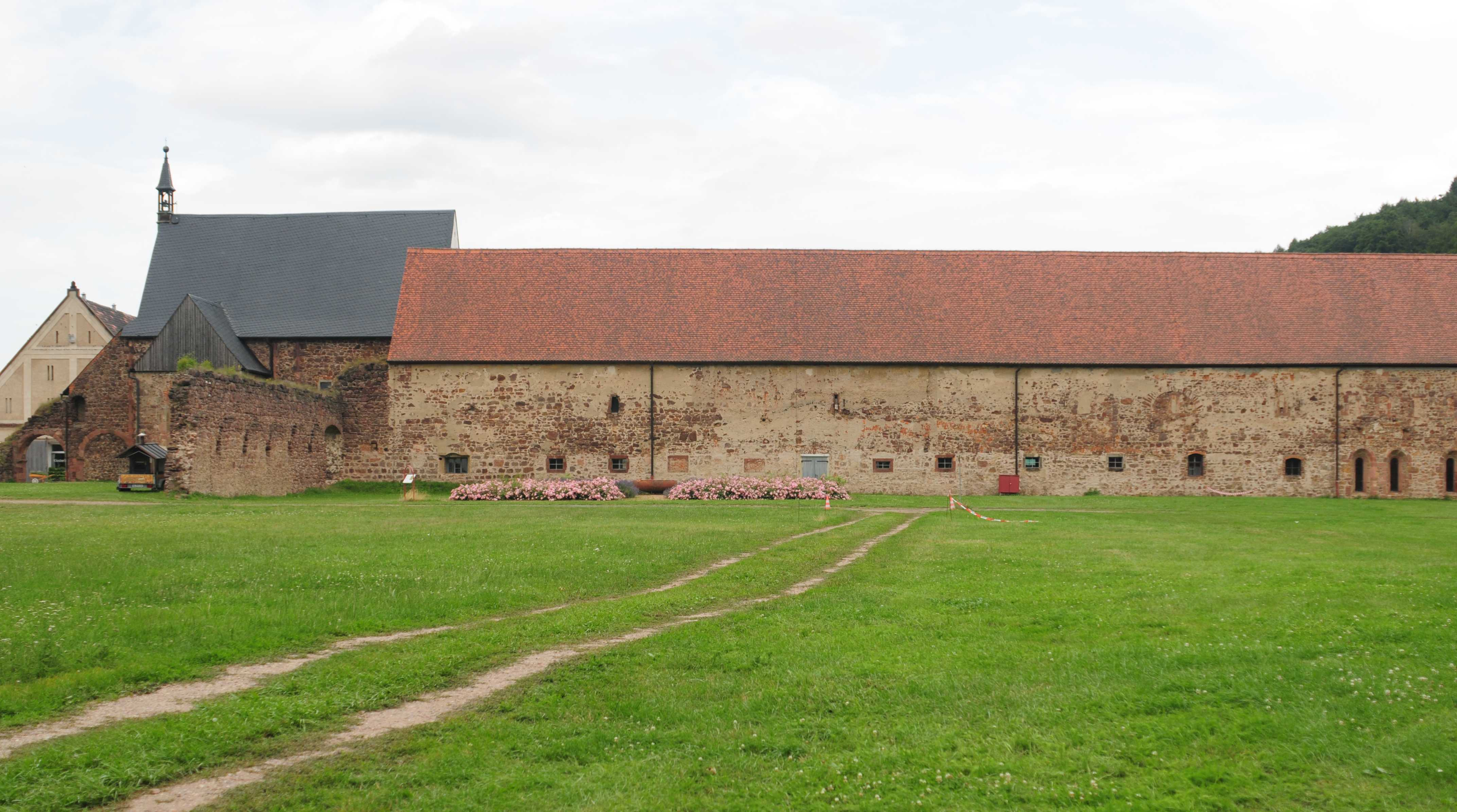
Gutskapelle und Kapitelhaus
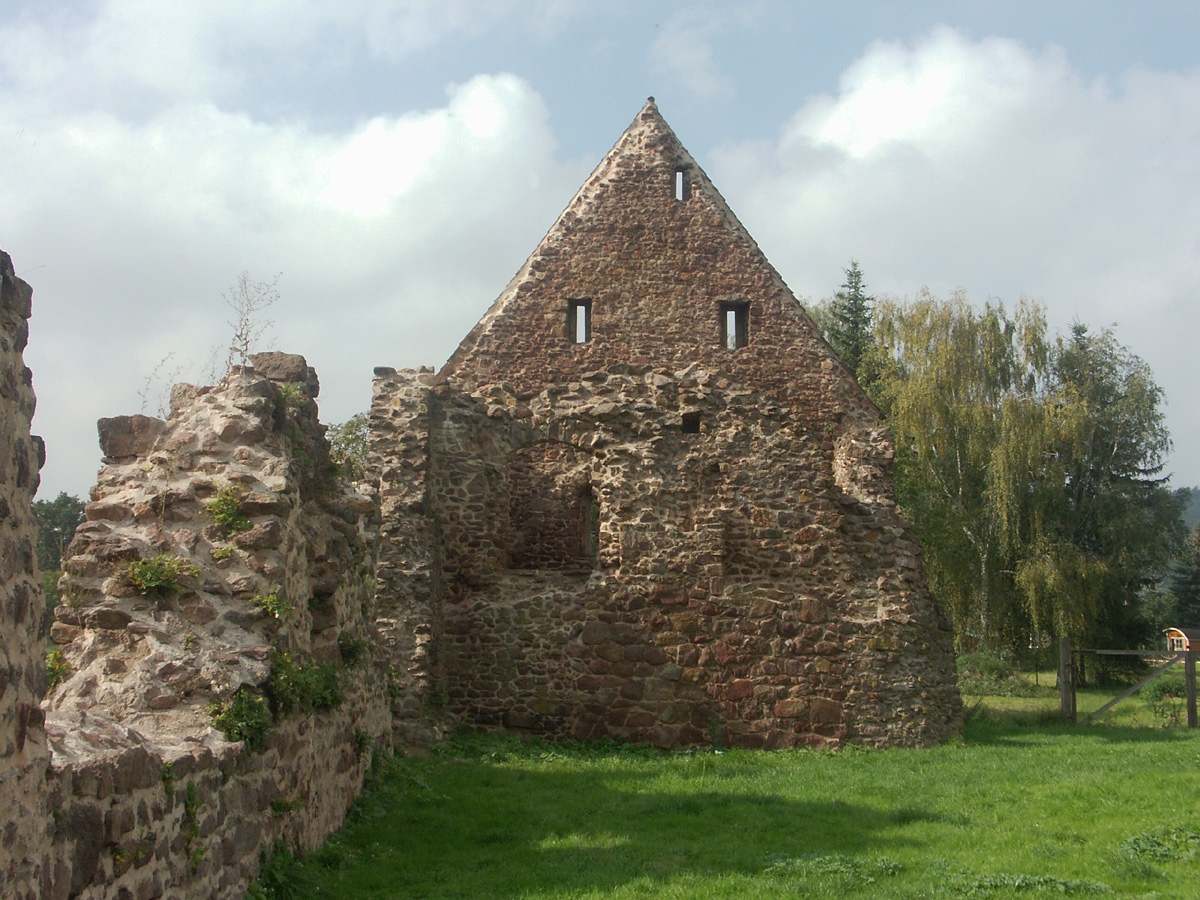
Ruine des ehemaligen Brau- oder Malzhauses
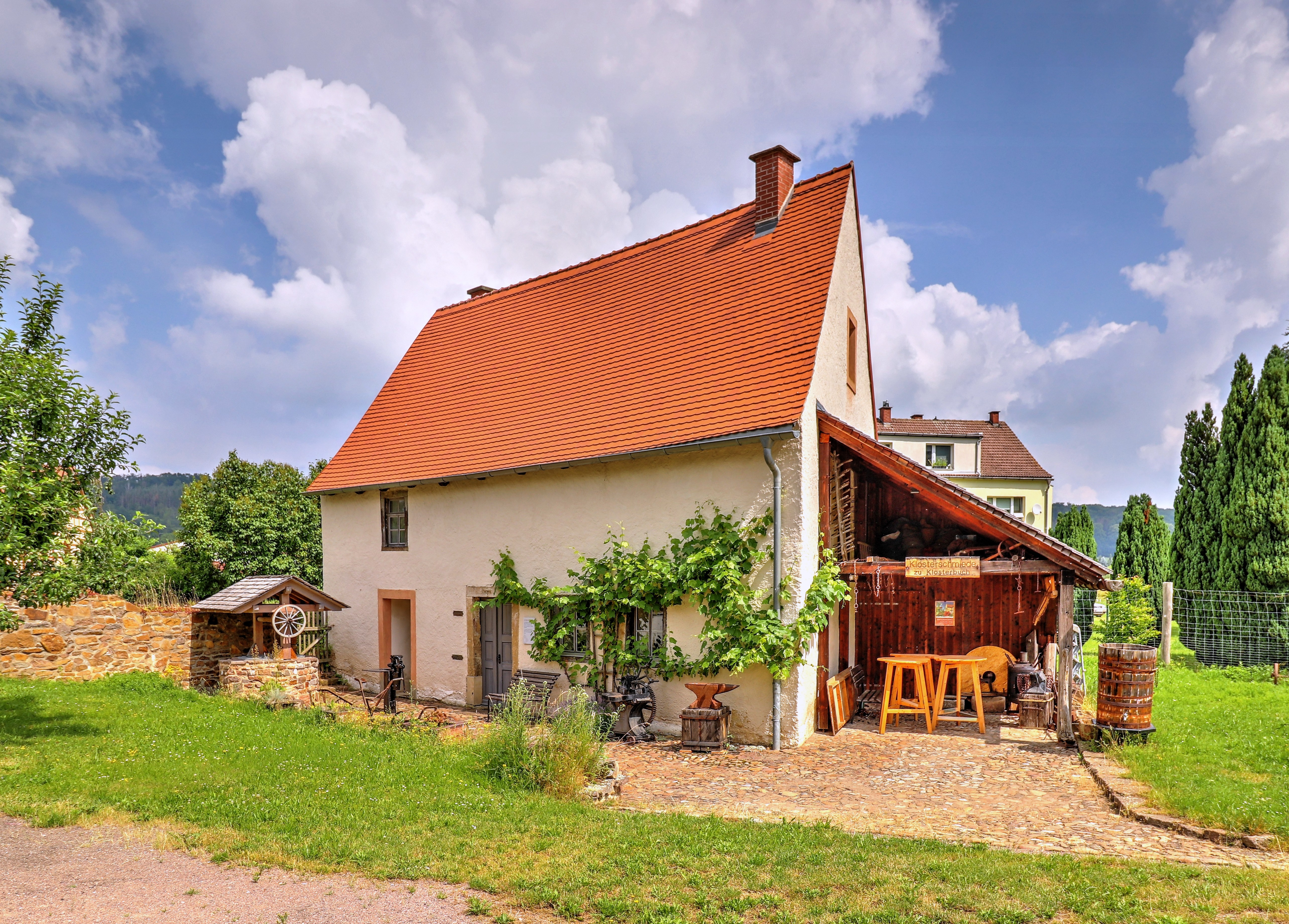
Klosterschmiede, außerhalb (nordwestlich) des Klosters

Das 70 m lange Kapitelhaus ist der größte erhaltene mittelalterliche Bau. Der späteren Nutzung wegen wurde die Raumaufteilung mehrfach verändert. Fest steht, dass es den Kapitelsaal als Versammlungsraum enthielt und dass ehemals das gesamte Obergeschoss als Dormitorium (Schlafraum) diente. Am südlichen Ende des Kapitelhauses befand sich das Necessarium. Das war eine Toilettenanlage, die von einem Muldenabzweig durchflossen wurde und nur innen vom Dormitorium aus zugänglich war. Reste des unteren Bauteils des Necessariums sind noch zu besichtigen.
Das zweigeschossige, um 1400 (dendrochronologisch im Dachstuhl nachgewiesen) als Wohnhaus des Abtes erbaute Abthaus, wird in seinem äußeren Erscheinungsbild von den Umbauten im 16. und 17. Jahrhundert bestimmt. Das spitzbogige Portal stammt aus dem Mittelalter.
Von der ehemaligen Infirmerie (Krankenstation) hinter dem Abthaus existieren noch der Ostteil des Krankensaales und die Kapelle. Infirmerien und Necessarien sind nur noch in wenigen Klöstern erhalten.

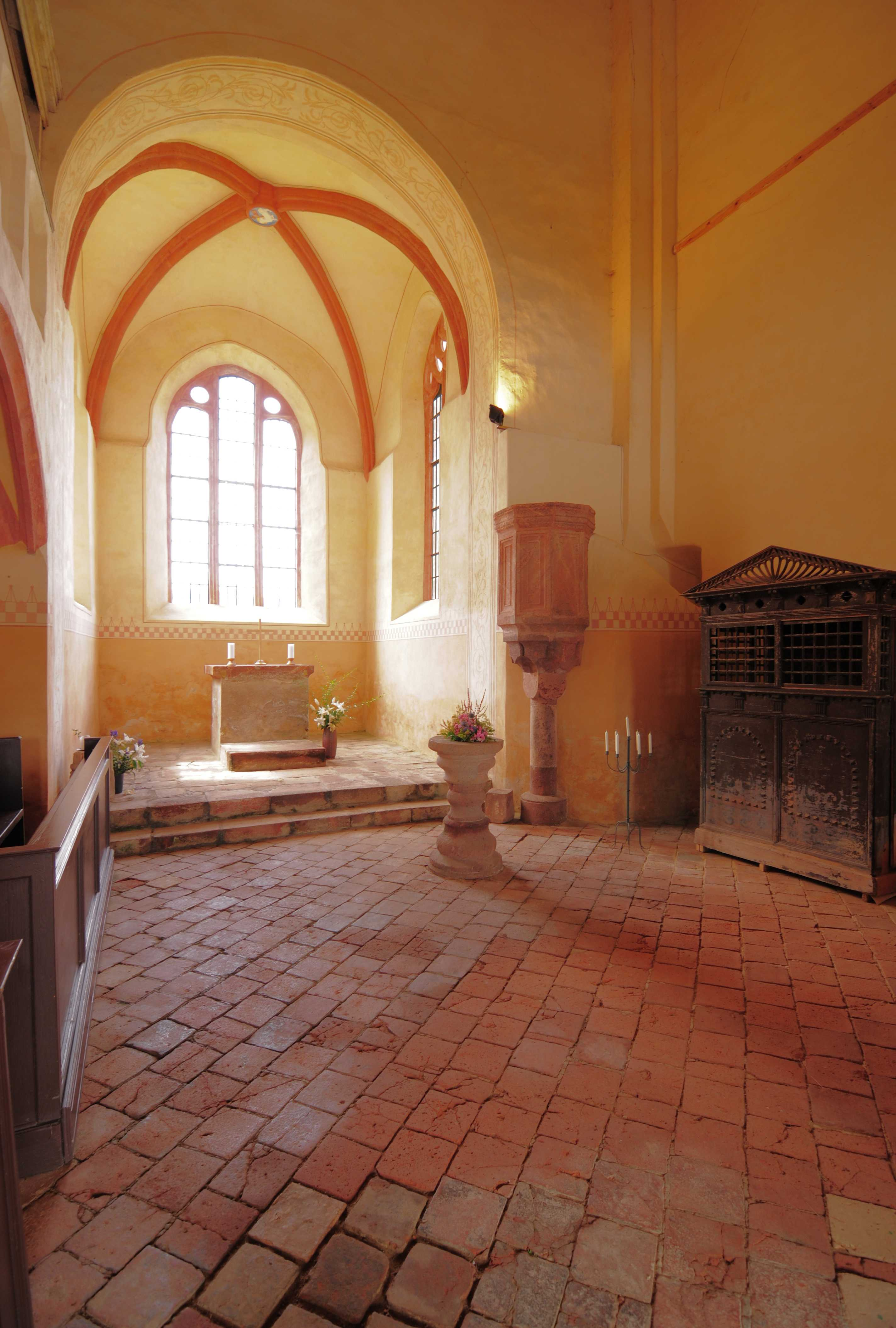
Der Altarraum der Gutskapelle
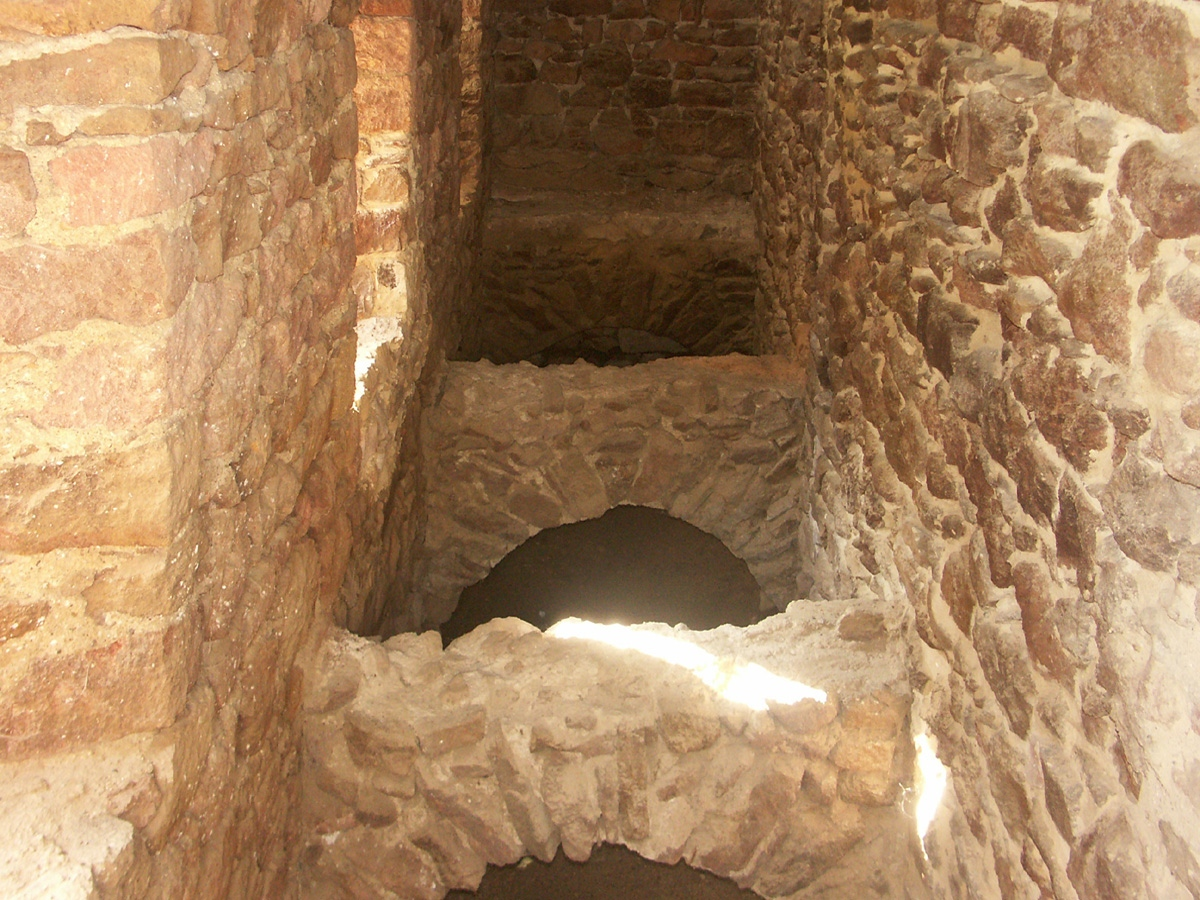
Die Reste des ehemaligen Necessariums
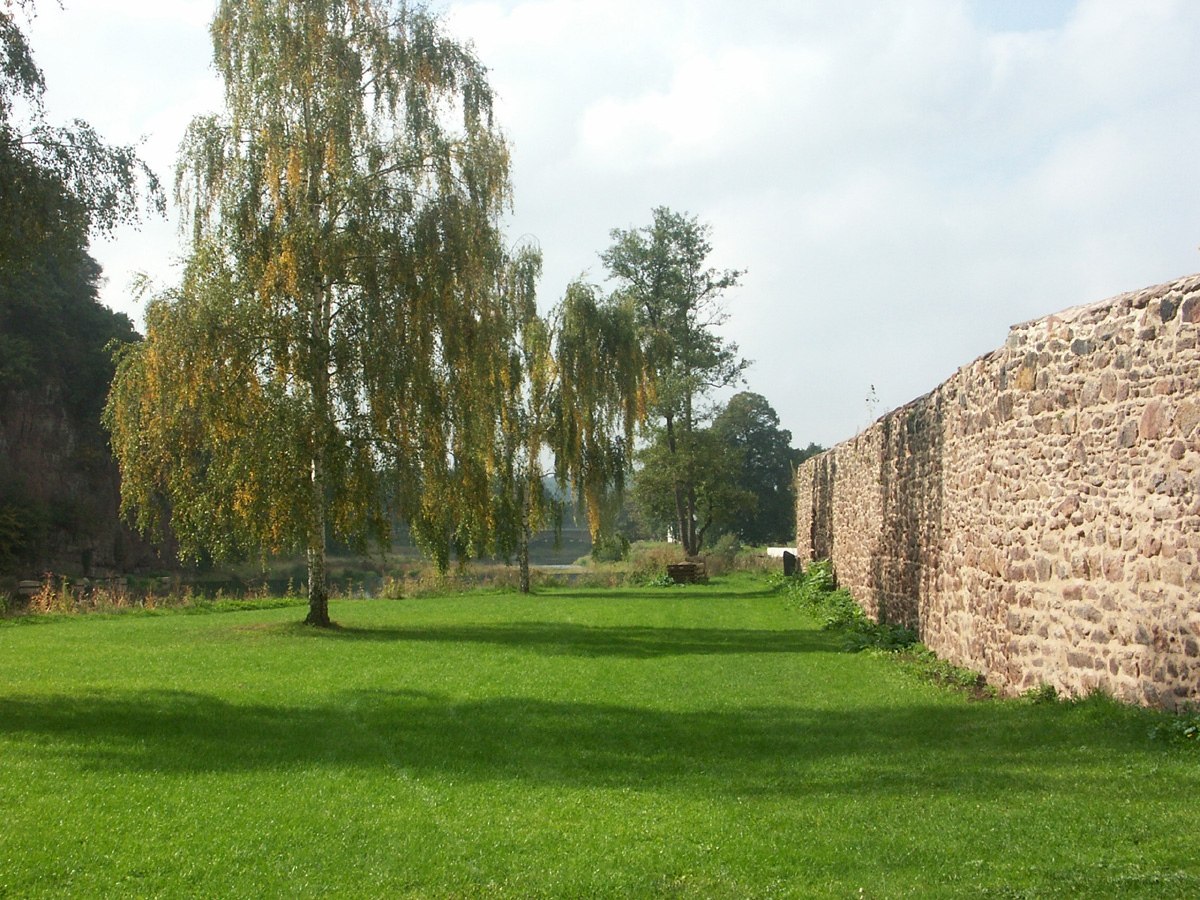
Die Klostermauer auf der Muldenseite
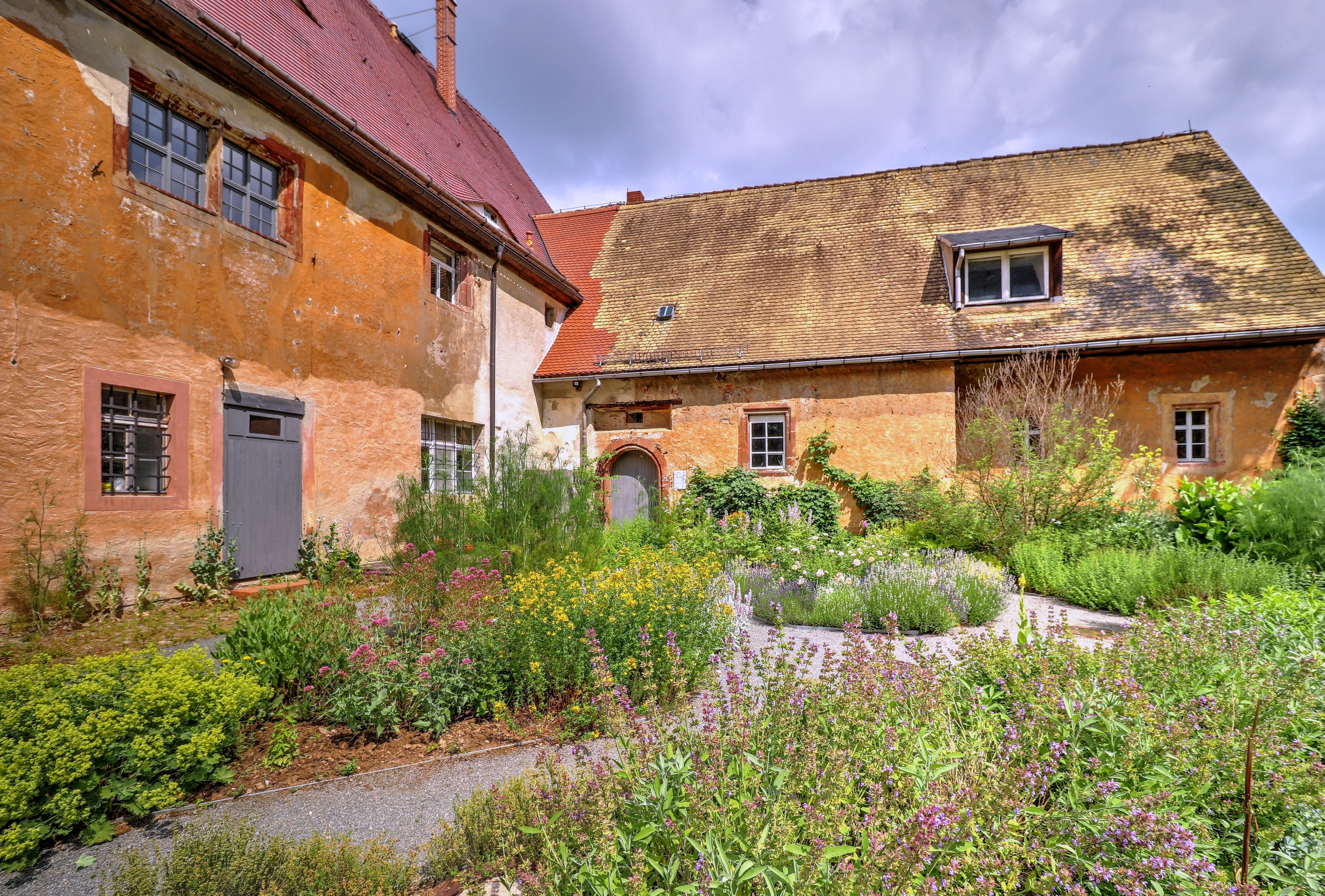
Kräutergarten hinter Abthaus (links) und Infirmerie
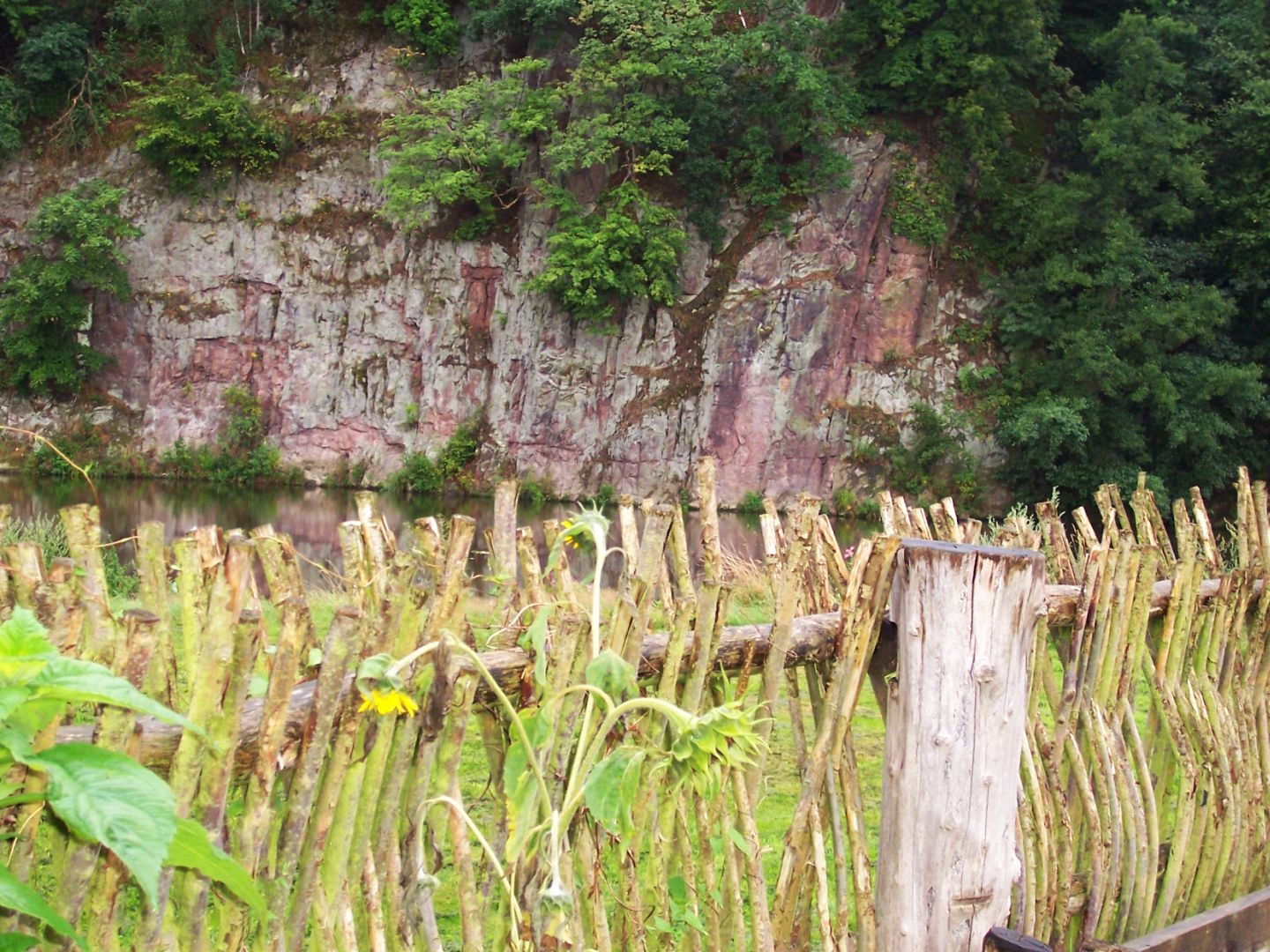
Steilufer der Mulde bei Klosterbuch

Westlich der ehemaligen Klausur finden sich Ruinen des sogenannten Brau- oder Malzhauses. Es sind Teile des ehemaligen Laien- oder Konversenbereiches des Klosters. Hier wurden auch Gäste empfangen und Reisende beherbergt. Auf dem Wege zum Brauhaus passiert man den Bereich des ehemaligen Kreuzganges, dessen Lage mittels Blumenbeeten angedeutet wird. Zwischen Kapitelhaus und Brauhaus ist ein über 100 m langes Stück der Klostermauer erhalten, die ehemals die gesamte Anlage umgab.
In den Wirtschaftsgebäuden aus der Zeit des Klosters als Gutsbetrieb sind heute der Klosterladen, eine Schauwerkstatt und Räume mit speziellen Angeboten für Kinder untergebracht. Hinter den Wirtschaftsgebäuden befindet sich zur Mulde hin ein Kräutergarten. Ein weiterer, kleiner Kräutergarten befindet sich südöstlich von Abthaus und Infirmerie.